# Silvanus proximus
Silvanus proximus är en skalbaggsart som beskrevs av Antoine Henri Grouvelle 1904. Silvanus proximus ingår i släktet Silvanus och familjen smalplattbaggar. Arten har ej påträffats i Sverige. Inga underarter finns listade i Catalogue of Life.